# Olympe de Clèves
Olympe de Clèves, bürgerlich Olympe Anceau (geb. vor 1728; gest. nach 1747), war eine französische Schauspielerin.
Über de Cléves Leben ist lediglich bekannt, dass sie im Jahr 1728 an der Comédie-Française debütierte und ohne weitere Probezeit ein halbes Engagement erhielt. Es ist ungewiss, ob sie bereits im Jahr 1730 starb oder lediglich in Pension ging. Es gibt Hinweise, dass sie noch bis ins Jahr 1747 gelebt haben könnte.
Alexandere Dumas verarbeitete die Figur der Olympe de Clèves in seinem gleichnamigen Roman, in dem es um die Liebe und die leidenschaftliche Beziehung der Schauspielerin zu Ludwig XV. geht. Es ist unbekannt, inwieweit es Dichtung ist oder ob es sich tatsächlich um biographische Bezüge handelt. Weiterhin vertone Max d’Ollone Dumas Werk, welches 1932 an der Pariser Oper uraufgeführt wurde.